# Zuken
K.K. Zuken (jap. 株式会社図研, Kabushiki-gaisha Zuken, engl. ZUKEN Inc.) ist ein Hersteller von Softwareprodukten aus dem Bereich Elektronikentwicklung (engl. Electronic Design Automation, kurz EDA) mit Sitz in Yokohama in Japan. Es ist einer der drei großen Hersteller, die praktisch alle Facetten der Elektronikentwicklung (EDA) in eigenen Softwaretools abbilden und nicht nur wie eine Vielzahl kleinerer Softwarehersteller nur das Leiterplattendesign. Die anderen beiden Hersteller sind Cadence Design Systems und Mentor Graphics.

## Geschichte
Das Unternehmen wurde 1976 gegründet. Die Serie CR-2000 (CREATE-2000) für PCs der HP-1000 wurde 1978 veröffentlicht. In den Vereinigten Staaten wurde 1983 Zuken America Inc. gegründet. CR-3000 für Unix zur Leiterplattenerstellung mittels CAD/CAM wurde 1988 veröffentlicht. In Deutschland wurde 1992 die Zuken Europe GmbH und 1993 in Peking die Zuken Inc. China gegründet. 1994 wurde die Firma Racal-Redac Ltd. (UK) übernommen. Die Serien CR-5000, ein CAD/CAM-Programm für Leiterplatten für Unix & PC und das Data Management System PDM-5000 wurden 1994 veröffentlicht. Für ca. 3,8 Millionen US-Dollar wurde die INCASES Engineering GmbH (Paderborn, Deutschland) im Jahr 2000 gekauft. Die 1987 gegründete CIM-Team GmbH (Ulm, Deutschland), mit ihrem Produkt E3.series, wurde 2006 übernommen.

## Produkte
- CR-8000 – System Design in 2D und 3D für mehrere Leiterplatten.
- CR-5000 – Leiterplattendesign für Analog- und Digitalsignale, mit vielen Modulen, z. B. Design Gateway. Läuft auf Unix, Linux und Windows.
- E³.series – Verkabelung, Stecker, Leitungen, Hydraulikschläuche
- Cabling Designer – Kabelbaumdesign; arbeitet mit Catia zusammen.
- CADSTAR – Eine PC-Software um Schaltpläne und Leiterplatten zu erstellen.
- DS-2 – Lebenszyklus von elektronischen Produkten verwalten.